# Федір Фединкевич
Федір Фединкевич (20 листопада 1755, Малковичі, Перемишльщина — 24 квітня 1831, Перемишль) — український церковний та освітній діяч, ректор Генеральної семінарії греко-католицької церкви у Львові.

## Життєпис
Федір Фединкевич народився 20 листопада 1755 року в селі Малковичі, Перемишльщина, тепер ґміні Орли Підкарпатського воєводства Польща. Закінчив Перемишльську гімназію.
Здобув у 1776—1782 роках філософську та богословську освіту у Греко-католицькій духовній семінарії у Відні («Барбареуму»).
Від 7 березня 1789 до 7 червня 1793 року Федір Фединкевич був парохом у селі Грушатичі. У 1793 році консисторський радник та перемишльський крилошанин. Очолював Перемишльську консисторію.
З 1 січня 1807 до 12 лютого 1808 року Федір Фединкевич — ректор Генеральної семінарії греко-католицької церкви у Львові.
З 1810 року ґенеральний вікарій Перемишльської єпархії.
Федір Фединкевич помер від холери 24 квітня 1831 року в Перемишлі.